# Џејсон Скот Ли
Џејсон Скот Ли (енгл. Jason Scott Lee; рођен 19. новембра 1966. у Лос Анђелесу, Калифорнија), амерички је филмски и ТВ глумац и мајстор борилачких вештина.
Познат је по филмовима Повратак у будућност II део (1989), Змај: Прича Брус Лију (1993), Књига о џунгли (1994), Лило и Стич (2002) и Мулан (2020).